# Tom Prinsen
Tom Prinsen (Hengelo, 9 september 1982) is een Nederlands oud-schaatser. Vanaf seizoen 2008/2009 reed Prinsen voor VPZ. Hij stond in december 2007 25e op de schaatsranglijst aller tijden, de Adelskalender, dankzij een sterk debuut in het seizoen 2004-2005.

## Biografie
Prinsen brak als langebaanschaatser door in 2003 op het NK afstanden. Hij verdiende hiermee een profcontract bij de TVM-schaatsploeg van Gerard Kemkers, waar hij tot seizoen 2005/2006 deel van uitmaakte, samen met onder andere Jochem Uytdehaage en Carl Verheijen.
In 2005 kreeg Prinsen een klap te verwerken toen zijn stiefmoeder overleed, bovendien kreeg hij dat seizoen een ernstige blessure. In september 2006 moest hij voor een tweede keer worden geopereerd aan vernauwde bloedvaten in zijn liezen. Ook in de week van het NK Allround 2007 raakte hij geblesseerd toen er tijdens een training een scheurtje werd ontdekt in een beenspier. Hij maakte op dat moment deel uit van Team Telfort. Een dag voor het NK allround besloot hij definitief niet mee te doen.
Op 21 januari 2009 kwalificeerde Prinsen zich samen met zijn ploeggenote Jorien Voorhuis via een skate-off voor het WK Allround in Hamar. Het was de tweede keer dat Prinsen aan dit toernooi meedeed. Op 24 maart 2010 maakte Prinsen bekend te stoppen als langebaanschaatser.

## Records

### Persoonlijke records
| Afstand      | Tijd     | Datum         | Baan    |
| ------------ | -------- | ------------- | ------- |
| 500 meter    | 36,96    | 18 maart 2009 | Calgary |
| 1000 meter   | 1.11,95  | 22 maart 2003 | Calgary |
| 1500 meter   | 1.46,60  | 19 maart 2009 | Calgary |
| 3000 meter   | 3.45,20  | 20 maart 2003 | Calgary |
| 5000 meter   | 6.17,34  | 14 maart 2007 | Calgary |
| 10.000 meter | 13.14,95 | 15 maart 2007 | Calgary |

### Wereldrecords
| Nr.  | Afstand               | Tijd    | Datum         | Baan    |
| ---- | --------------------- | ------- | ------------- | ------- |
| jr1. | 3000 meter (junioren) | 3.46,75 | 21 maart 2002 | Calgary |
| jr2. | 5000 meter (junioren) | 6.29,69 | 22 maart 2002 | Calgary |

## Resultaten
| Jaar | NK Afstanden                  | NK Allround | WK Allround | Wereldbeker                           | WK Junioren        |
| ---- | ----------------------------- | ----------- | ----------- | ------------------------------------- | ------------------ |
| 2001 |                               |             |             |                                       | 8e                 |
| 2002 | 14e 5000m                     |             |             |                                       | 5e · achtervolging |
| 2003 | 20e 1500m 9e 5000m 7e 10.000m | 10e         |             |                                       |                    |
| 2004 | 8e 1500m 6e 5000m 6e 10.000m  | 7e          | 6e          | 26e 1500m 10e 5k/10k 2e 3K            |                    |
| 2005 | 7e 1500m 5e 5000m             | dq 5000m    |             | 28e 5k/10k                            |                    |
| 2006 | 20e 1500m 19e 5000m           |             |             |                                       |                    |
| 2007 | 19e 5000m                     | 8e          |             | achtervolging                         |                    |
| 2008 | 7e 1500m 4e 5000m 4e 10.000m  |             |             | 21e 1500m · 8e 5k/10k · achtervolging |                    |
| 2009 | 13e 1500m 12e 5000m           | dq 1500m    | 10e         | 7e achtervolging                      |                    |